# Esqueleto cardíaco
El esqueleto cardíaco, también conocido como el esqueleto fibroso del corazón, es una estructura única de alta densidad de tejido conectivo que forma y ancla las válvulas e influye en las fuerzas que se ejercen a través de ellas. El esqueleto cardíaco separa y divide las aurículas (las dos cámaras superiores más pequeñas) de los ventrículos (las dos cámaras inferiores más grandes). 

## Estructura
El esqueleto cardíaco consiste en cuatro bandas de tejido conectivo denso, como el colágeno, que rodean las bases del tronco pulmonar, la aorta y las válvulas del corazón. Aunque no es un "verdadero" esqueleto, proporciona la estructura y el soporte para el corazón, y además aísla las aurículas de los ventrículos. En la juventud, esta estructura de colágeno está libre de adherencias de calcio y es bastante flexible. Con el envejecimiento puede acumularse en este esqueleto algo de calcio. Esta acumulación contribuye a retrasar la onda de despolarización en los pacientes geriátricos que puede tener lugar desde el nodo AV y el haz de His.

### Anillos fibrosos
Los anillos fibrosos del corazón derecho e izquierdo (anuli fibrosi cordis) rodean los orificios auriculoventriculares y arteriales. El anillo fibroso derecho se conoce como el anulus fibrosus dexter cordis, y el izquierdo se conoce como el anulus fibrosus sinister cordis. El trígono fibroso derecho es continuo con el cuerpo fibroso central. Esta es la parte más fuerte del esqueleto cardíaco fibroso. 
Las cámaras superiores (aurículas) e inferiores (ventrículos) están divididas eléctricamente por las propiedades de las proteínas de colágeno dentro de los anillos. Los anillos de las válvulas, el cuerpo central y el esqueleto del corazón que consiste en colágeno son impermeables a la propagación eléctrica. El único canal permitido (salvo la existencia de canales accesorios de preexcitación raros) a través de esta barrera de colágeno está representado por un seno que se abre al nodo auriculoventricular y sale al haz de His. Las inserciones musculares de muchos de los cardiomiocitos están anclados a lados opuestos de los anillos de las válvulas.
Los anillos auriculoventriculares sirven para la unión de las fibras musculares de las aurículas y los ventrículos, y para la unión de las válvulas bicúspide y tricúspide.  
El anillo auriculoventricular izquierdo está estrechamente conectado, por su margen derecho, con el anillo arterial aórtico; entre éstos y el anillo auriculoventricular derecho hay una masa triangular de tejido fibroso, el trígono fibroso, que representa el os cordis que se ve en el corazón de algunos de los animales más grandes, como el buey.  
Por último, está la banda tendinosa, ya mencionada, la superficie posterior del cono arterioso. 
Los anillos fibrosos que rodean los orificios arteriales sirven para la unión de los grandes vasos y las válvulas semilunares, se conocen como el aortic annulus.  
Cada anillo recibe, por su margen ventricular, la unión de algunas de las fibras musculares de los ventrículos; su margen opuesto presenta tres profundas muescas semicirculares, a las que se fija firmemente la capa media de la arteria.  
La unión de la arteria a su anillo fibroso se fortalece por el recubrimiento externo y la membrana serosa externamente, y por el endocardio interno.  
Desde los márgenes de las muescas semicirculares la estructura fibrosa del anillo se continúa en los segmentos de las válvulas 
La capa media de la arteria en esta situación es delgada, y el vaso se dilata para formar los senos de la aorta y la arteria pulmonar.

### Os cordis
En algunos animales, el trígono fibroso puede experimentar una mineralización creciente con la edad, lo que da lugar a la formación de un importante os cordis (hueso del corazón), o dos ( os cordis sinistrum y os cordis dextrum, siendo este último el más grande). Se cree que el os cordis cumple funciones mecánicas.
Se conoce desde tiempos clásicos en los ciervos y los bueyes y se pensaba que tenía propiedades medicinales y propiedades místicas. Ocasionalmente se observa en cabras, pero también en otros animales como las nutrias.
En contra de la opinión de su época, Galeno escribió que el os cordis también se encontraba en los elefantes. La afirmación perduró hasta el siglo XIX y todavía se trató como un hecho en Gray's Anatomy, aunque no es el caso.

## Función
Las señales eléctricas del nodo sinoauricular y del sistema nervioso autónomo deben encontrar su camino desde las cámaras superiores a las inferiores para asegurar que los ventrículos puedan dirigir el flujo de sangre. El corazón funciona como una bomba que entrega un volumen intermitente de sangre, que se va incrementando hasta llegar a los pulmones, el cuerpo y el cerebro. 
El esqueleto cardíaco asegura que la energía eléctrica y autonómica generada por encima es conducida por debajo y no pueda volver. El esqueleto cardíaco hace esto estableciendo un límite eléctricamente impermeable a la influencia eléctrica autonómica dentro del corazón. En pocas palabras, el denso tejido conectivo del esqueleto cardíaco no conduce la electricidad y su disposicióno en la matriz miocárdica no es accidental. 
La estructura de colágeno anclada y eléctricamente inerte de las cuatro válvulas permite que la anatomía normal albergue al nodo auriculoventricular (nodo AV) en su centro. El nodo AV es el único conducto eléctrico desde las aurículas a los ventrículos a través del esqueleto cardíaco, por lo que la fibrilación auricular nunca puede degradarse a fibrilación ventricular. 
A lo largo de la vida, el esqueleto de colágeno cardíaco se remodela. Cuando el colágeno disminuye con la edad, a menudo se deposita calcio, lo que permite la obtención de marcadores matemáticos fácilmente imaginables que son especialmente valiosos para medir la volumetría sistólica. Las características inertes de la estructura de colágeno que bloquea la influencia eléctrica también dificulta la obtención de una señal precisa para la toma de imágenes sin permitir una relación aplicada de colágeno a calcio. 

## Historia
Los límites dentro del corazón fueron descritos por primera vez y magnificados por los doctores Charles S. Peskin y David M. McQueen en el Instituto Courant de Ciencias Matemáticas. [https://www.math.nyu.edu/faculty/peskin/myo3D/index.html 
HEART ANIMATIONS COMPUTED BY THE IMMERSED BOUNDARY METHOD] 
Copyright 2005 by David M. McQueen, Charles S. Peskin, Estarose Wolfson. ]. 
[cita requerida]  